# Rui Valente (corsário)
Rui Valente (? -Faro, antes de 1481) foi um navegador, pirata e corsário português residente em Faro. Fez parte do conselho do Infante D. Henrique, o Navegador,  e frequentando a corte do rei Afonso V, o Africano, integrando o conselho de sua majestade, sendo nomeado para procurador do tesouro no Algarve.
O corso sobre a navegação marítima que atravessava o estreito de Gibraltar em direcção ao Atlântico  serviu para financiar os descobrimentos portugueses numa fase inicial.
Teve problemas com as autoridades no dealbar adas suas carreira, sendo tal comprovado através duma carta do corregedor de Faro em 1451 que o fez prisioneiro na ocasião do desembarque do saque na cidade.
Mais tarde, esteve presente na expedição de conquista de Alcácer Ceguer em 1458.
Em 1463, o rei finalmente autorizou a sua condição de corsário através da respectiva carta de privilégio instruindo que o mareante ficasse com um quinto do saque.

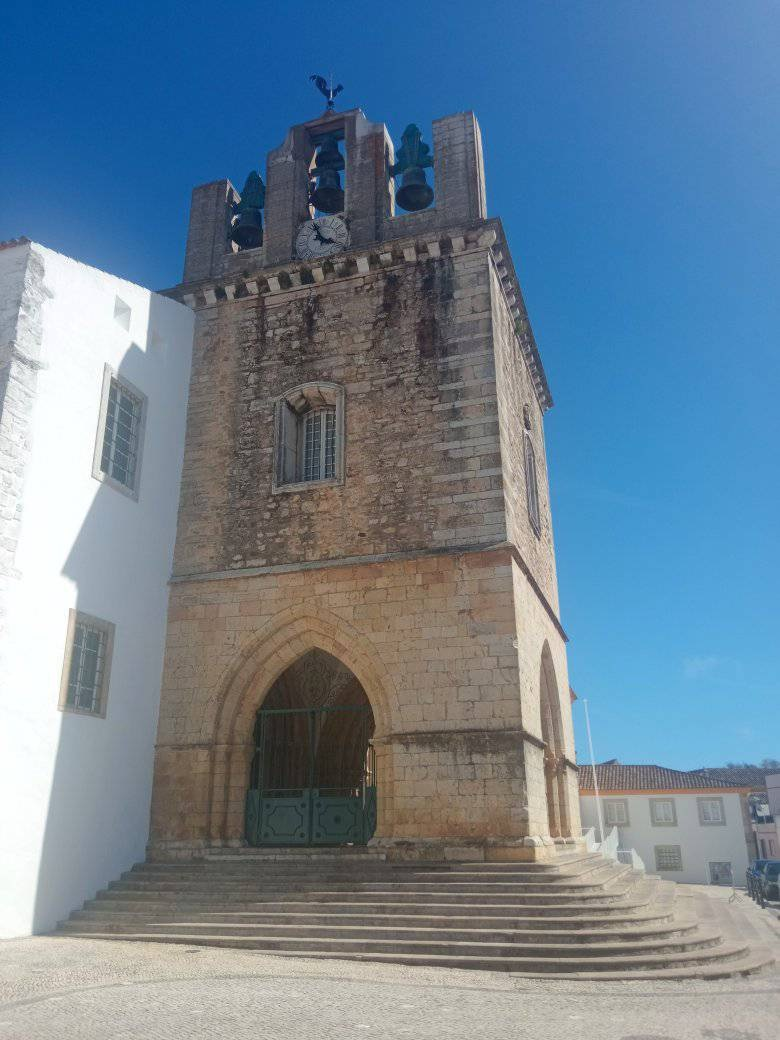
Sé de Faro, onde se encontra o túmulo de Rui Valente

Terá falecido antes da morte de Afonso V, visto que em 1497 uma cita  que o mesmo rei nomeou Diogo de Barros para substituir Rui Valente, falecido.
O seu corpo encontra-se numa urna funerária encimada por uma estátua jacente na capela lateral de São Domingos da Igreja de Santa Maria, Sé de Faro.